# Ларін Яків Васильович
Яків Васильович Ларін (30 квітня 1904, село Любич Ловецької волості Зарайського повіту Рязанської губернії, тепер Рязанської області, Російська Федерація — 23 квітня 1980, місто Волгоград, Російська Федерація) — радянський державний діяч, голова Сталінградського облвиконкому. Депутат Верховної ради СРСР 3-го скликання.

## Життєпис
Закінчив залізничне училище в місті Казалінську та вище початкове училище в місті Перовську.
З 1919 по 1921 рік працював чорноробом на залізниці.
Член РКП(б) з 1921 року.
У 1921—1922 роках — завідувач відділу і секретар Залізничного районного комітету комсомолу в Казалінську Туркестанської АРСР.
З січня 1922 по травень 1923 року — секретар відділу культури дільничного комітету Спілки залізничників у Казалінську.
У травні 1923 — травні 1924 року — завідувач клубу імені Леніна станції Казалінськ.
З 1924 по 1925 рік був слухачем Середньоазіатської профшколи.
У 1925—1928 роках — на комсомольській роботі в Узбецькій РСР; інформатор Красно-Восточного районного комітету КП(б) Узбекистану міста Ташкента.
У 1928—1929 роках — інструктор окружного комітету КП(б) Узбекистану.
У 1929—1931 роках — завідувач організаційного відділу Горно-Бадахшанського обласного комітету КП(б) Таджикистану.
З 1933 по 1937 рік — на відповідальній роботі в Сталінградському краї (області).
У 1937—1939 роках — директор зернорадгоспу «Серп і молот» Ново-Миколаївського району Сталінградської області.
У 1939—1942 роках — директор Сталінградської обласної дослідної станції рільництва в Городищенському районі Сталінградської області.
У 1942—1944 роках — 1-й секретар Калінінського районного комітету ВКП(б) Сталінградської області.
У 1944—1946 роках — завідувач сільськогосподарського відділу Сталінградського обласного комітету ВКП(б).
У липні 1947 — 1950 року — голова виконавчого комітету Сталінградської обласної ради депутатів трудящих.
Потім — начальник Сталінградського обласного управління сільського господарства.
Подальша доля невідома.

## Нагороди та звання
- медаль «За трудову доблесть»
- медаль «За оборону Сталінграда»
- медалі